# Aleurocanthus inceratus
Aleurocanthus inceratus es un hemíptero de la familia Aleyrodidae, con una subfamilia: Aleyrodinae. Fue descrita científicamente en 1927 por Silvestri.